# نويشتات إن هولشتاين
نوياشتات اين هل اشتاين (بالألمانية: Neustadt in Holstein) هي بلدة ألمانية تقع في ألمانيا في شليسفيغ هولشتاين. يقدر عدد سكانها بـ 16,479 نسمة .

## توأمة
لنويشتات إن هولشتاين اتفاقيات توأمة مع:
- بورنهولم